# Светослав Аргиров
Светослав Аргиров е български поп изпълнител.
Роден е в град Пловдив на 23 април 1959 г.
Завършва първоначално музикално училище в родния си град, а след това и музикалната академия „Професор Панчо Владигеров“, където свири на пиано.
През 1981 г. дебютира на младежкия конкурс за забавна песен заедно с брат си Благовест под името дует „Вега“.
На следващата година сформират своя дует „Братя Аргирови“. Двамата заедно обикалят да пеят по фестивалите в Братислава и Дрезден.
През 1999 г. Светослав участва заедно с Йордан Караджов, Дони, Стефан Вълдобрев, Наско от БТР, „Сигнал“ и Еделина Кънева в издаването на диска на брат си „Признание. Благовест Аргиров и приятели“.
Участва и в няколко игрални филма.
В края на 90-те издава първия си самостоятелен максисингъл „Без заглавие“, в който използва музика от операта на Джоакино Росини „Отело“.

## Дискография
като братя Аргирови
| Година | Албум | Вид     | Издател                    | Каталожен номер              |
| ------ | --- | ------- | -------------------------- | ---------------------------- |
| 1983   | „Благовест и Светослав Аргирови“/ „Кристина Димитрова“ („Миг след миг“ – Първа награда от XIII Младежки конкурс/ „Пак ще е ден“) | SP      | Балкантон                  | ВТК 3769                     |
| 1983   | „Момиче за двама“ | LP и MC | Балкантон                  | LP: ВТА 11202; MC: ВТМС 7060 |
| 1984   | „Благовест и Светослав Аргирови“                                                                                                 | LP и MC | Балкантон                  | LP: ВТА 11480; MC: ВТМС 7127 |
| 1986   | „Да чукна на дърво“ | LP и MC | Балкантон                  | LP: ВТА 11940; MC: ВТМС 7204 |
| 1989   | „Замирисва на море“ | MC      | Балкантон                  | ВТМС 7367                    |
| 1997   | „Най-доброто и най-новото“, компилация                                                                                           | CD      | UNISON Music Co, Хит Мюзик |                              |
| 2002   | „20 златни хита. 20 години по-късно“, компилация                                                                                 | CD      | Poly Sound                 | 022350 238 - 1               |
| 2022   | „Както Ви обичаме. 40 години на сцена и приятели“                                                                                | CD      | Riva Sound                 | RSCD 3207                    |

като самостоятелен певец
- 1998 – „Без заглавие“ (сингъл)

## Филмография
| Година | Филми                     | Роля |
| ------ | ------------------------- | ---- |
| 1988   | Защитете дребните животни |      |
| 1986   | Скъпа моя, скъпи мой      | Свет |